# Agave polianthiflora
Agave polianthiflora ist eine Pflanzenart aus der Gattung der Agaven (Agave). Ein englischer Trivialname ist „Gentry´s Mescalito Agave“.

## Beschreibung
Agave polianthiflora wächst einzeln mit einer Wuchshöhe von 20 bis 30 cm oder formt kleine, kompakte Gruppen mit einem Durchmesser bis 50 cm. Die linealischen, lanzettförmigen, steifen, grünen Blätter sind 10 bis 20 cm lang, in der Mitte bis 1,5 cm breit und mit Abdrücken der Knospe versehen. Die Blattränder sind weißfaserig und an der Basis fein gezahnt. Der graue Enddorn wird bis 1 cm lang.
Der ährenförmige, gerade Blütenstand wird 1 bis 2 m hoch. Die rotgefärbten Blüten erscheinen in der oberen Hälfte des Blütenstandes und sind 35 bis 45 mm lang. Die trichterförmige Blütenröhre ist 22–32 mm lang. Der Griffel überragt schon vor der Anthese deutlich die Blüte.
Die runde bis eiförmige dreikammerige Kapselfrüchte sind 10 bis 15 mm lang. Die glänzenden, schwarzen Samen sind 2,5 bis 3 mm lang, 3,5 bis 4 mm breit und 0,8 mm dick.
Die Blütezeit reicht von April bis Juli.

## Systematik und Verbreitung
Agave polianthiflora wächst in Mexiko in den Bundesstaaten Sonora  und Chihuahua an felsigen Stellen des Kiefern- und Eichenwaldes in 1200 bis 2000 m Höhe. Sie ist vergesellschaftet mit Sukkulenten- und Kakteen-Arten.
Die Erstbeschreibung durch Gentry ist 1972 veröffentlicht worden.
Agave polianthiflora ist ein Vertreter der Gruppe Parviflorae. Sie wächst in Mexiko in begrenzten Gebieten nahe der Sonora – Chihuahua Grenze und gehört zu den kleinsten Arten der Gattung. Die Niederschläge der Region sind enorm und betragen 1000 mm im Jahr. Typisch sind die variabel angeordneten, weißfaserigen Blattränder. Einmalig ist die langröhrige, rotgefärbte Blüte. Sie ist kaum zu unterscheiden von den Parviflorae Mitgliedern Agave parviflora und Subspezies flexiflora, die jedoch die kleinsten, gelbgefärbten Blüten der Arten der Gattung besitzen.
Sporadisch treten in der Region Fröste auf.

## Nachweise
- Howard Scott Gentry: Agave polianthiflora. In: Agaves of Continental North America. The University of Arizona Press, 1982, S. 203–205.
- Bernd Ullrich: Agave polianthiflora. In: Kakteen und andere Sukkulenten. Band 40, Heft 12, Karteikarte 36, 1989.
- J.Thiede: Agave polianthiflora. In: Urs Eggli (Hrsg.): Sukkulenten-Lexikon. Einkeimblättrige Pflanzen (Monocotyledonen). Eugen Ulmer, Stuttgart 2001, ISBN 3-8001-3662-7, S. 56.
- Thomas Heller: Agave polianthiflora. In: Agaven. Münster, 2. Auflage 2006, S. 121–122.